# Myrmarachne bicolor
Myrmarachne bicolor là một loài nhện trong họ Salticidae.
Loài này thuộc chi Myrmarachne. Myrmarachne bicolor được Ludwig Carl Christian Koch miêu tả năm 1879.